# Ceará Sporting Club
Maillots
Actualités
Le Ceará Sporting Club, plus communément appelé le Ceará, est un club brésilien de football fondé le 2 juin 1914 et basé dans la ville de Fortaleza dans l'État du Ceará.
Fort d'environ 22 000 socios à la fin des années 2000,, le club est l'un des plus anciens et populaires clubs du nord-est du Brésil avec Bahia, Santa Cruz, Sport, Náutico, Vitória ou encore leurs grands rivaux historiques Fortaleza.
Jouant en blanc et noir, les Alvinegro Cearens disposent de plusieurs stades, dont le principal reste le Castelão de plus de 60 000 places (en plus du Stade Carlos de Alencar Pinto où le club s'entraîne).

## Histoire
Le club est fondé le 2 juin 1914 sous le nom de Rio Branco Football Club, il est rebaptisé Ceará Sporting Club un an plus tard. De 1914 à 1919, le club a remporté six championnats consécutifs du Ceará.
De 1961 à 1963, le club a été trois fois de suite champion d'État du Ceará. En 1969, Ceará a remporté la Copa Norte-Nordeste. Dans les années 1975 à 1978, le club a de nouveau été champion du Ceará trois fois de suite.
En 1985, Ceará atteint la 7e place de la première division brésilienne, le meilleur résultat de l'équipe.
En 1994, le club atteint la finale de la Copa do Brasil, mais est battu par le  Gremio Porto Alegre, 0-0 et 0-1. En 1995, l'équipe s'est qualifiée pour la Copa Conmebol.
Le club a été quatre fois champion d'État consécutivement de 1996 à 1999 et de 2011 à 2014.
Après avoir terminé la Série A 2022 à la 17e place le club a été relégué en Serie B 2023.

## Stades
Le stade du club est l'Estádio Carlos de Alencar Pinto, appelé Vovozão, il ne contient que 10 000 places, l'équipe joue ses matchs de championnat exclusivement à l' Estádio Presidente Vargas, qui peut accueillir 22 228 spectateurs, ou à l' Estádio Plácido Aderaldo Castelo, qui appartient à l'État.
Ceará partage ce lieu, communément appelé "Castelão", avec son rival local du Fortaleza EC. Le stade a été inauguré le 11 novembre 1973 et offre 60 000 places . Le Castelão a également été utilisé lors de la Coupe du monde 2014 .

## Palmarès
| Compétitions nationales |
| - Championnat du Ceará (47) : - Vainqueur : 1915, 1916, 1917, 1918, 1919, 1922, 1925, 1931, 1932, 1939, 1941, 1942, 1948, 1951, 1957, 1958, 1961, 1962, 1963, 1971, 1972, 1975, 1976, 1977, 1978, 1980, 1981, 1984, 1986, 1989, 1990, 1992, 1993, 1996, 1997, 1998, 1999, 2002, 2006, 2011, 2012, 2013, 2014, 2017, 2018, 2024 et 2025 - Coupe du Nordeste (3) : - Vainqueur : 2015, 2020, 2023 - Coupe Norte-Nordeste (1) : - Vainqueur : 1969. - Coupe du Brésil : - Finaliste : 1994. - Coupe Verão do Recife (1) : - Vainqueur : 1997. |

## Personnalités du club

### Présidents
| - Gilberto Gurgel (1914-1920) - Felinto Moraes (1920-1920) - Virgílio Brígido Filho (1921-1921) - Aluísio Barroso (1921-1921) - Sílvio Gentil de Lima (1922-1922) - Joaquim Magalhães (1923-1923) - Carlos de Alencar Pinto (1923-1923) - Henrique Ellery (1924-1924) - Felinto de Moraes (1925-1925) - Bolívar Purcell (1926-1928) - Meton Pinto (1929-1929) - Carlos de Alencar Pinto (1930-1931) - Clóvis de Alencar Martos (1932-1933) - Felinto Moraes (1934-1934) - Walter Barroso (1935-1935) - João Batista Furtado (1936-1937) - Oliveira Paula (1938-1938) - Joaquim Lima (1938-1938) - Oscar Jansen Barroso (1939-1940) - Antônio da Frota Filho (1941-1941) - Ananias Frota (1942-1942) | - João Batista Furtado (1943-1946) - José Bastos Mitoso (1947-1947) - Tarcísio Soriano Aderaldo (1948-1948) - Humberto Ellery (1949-1949) - Antônio Viana Rodrigues (1950-1951) - José Maria Catunda (1952-1952) - Edgardo Ellery (1953-1953) - Humberto Ellery (1954-1955) - José Elias Bachá (1956-1960) - Afonso Ésulo de Oliveira (1960-1961) - José Jaime Guimarães (1961-1963) - José Elias Bachá (1964-1965) - Edmar Uchoa (1966-1966) - Paulo Benevides (1967-1968) - José Lino S. Filho (1968-1972) - Luiz Nogueira Marques (1973-1973) - Luís França (1974-1974) - Fernando Façanha (1974-1975) - Euler Pontes (1975-1977) - Eulino Oliveira (1978-1979) - Franzé Moraes (1980-1980) | - João Hildo Furtado (1981-1981) - Raimundo Chaves (1981-1981) - Danilo Marques (1982-1983) - Franzé Moraes (1984-1985) - Raimundo Chaves (1987-1988) - Marcone Borges (1988-1989) - Franzé Moraes (1990-1992) - Raimundo Chaves (1992-1992) - Antônio Góis (1992-1993) - Luiz Teixeira de Pádua (1994-1995) - Emanuel Gurgel (1996-1996) - Carlos Osterne (1996-1996) - José Lino S. Filho (1996-1997) - Elísyo Serra (1998-1998) - Átila Bezerra (1998-1999) - Eulino Oliveira (2000-2000) - Edmílson Moreira (2001-2001) - Átila Bezerra (2001-2004) - Alexandre Frota (2004-2005) - Eugênio Rabelo (2005-2008) - Evandro Leitão (2008-) |

### Entraîneurs
| - Ferdinando Teixeira (2005-06) - Lula Pereira (2008) - Edmundo Oliveira (2009) | - Ruy Scarpino (2009) - Zé Teodoro (2009) | - Dimas Filgueiras (2010) - Vágner Mancini (2011) |

### Joueurs emblématiques
| - Magno Alves - Fernando Henrique | - Iarley - Josimar |